# Uma História da Desigualdade: a Concentração de Renda Entre os Ricos no Brasil 1926 - 2013
Uma história da desigualdade: a concentração de renda entre os ricos no Brasil 1926 - 2013 é um livro de sociologia escrito por Pedro H. G. Ferreira de Souza e publicado pela Hucitec Editora em 2018.
O livro tem como base a tese de Doutorado em Sociologia defendida por Souza na Universidade de Brasília. O propósito da pesquisa foi analisar a desigualdade econômica brasileira a partir da concentração de renda. Quando o estudo foi realizado, 1% da população brasileira concentrava 23% da renda do país, o que coloca o Brasil entre os cinco únicos países nos quais este índice está acima de 15%. O levantamento de dados foi feito no período entre 1926 e 2013 com dados públicos do Imposto de Renda de Pessoa Física (IRPF), sendo uma inovação, pois, até então, os estudos se pautavam apenas na Pesquisa Nacional por Amostra de Domicílios (PNAD), que, por sua metodologia, costuma subestimar o rendimento dos mais ricos.
A tese original ganhou em 2017 o Prêmio Capes de Melhor Tese em Sociologia e o Prêmio Anpocs de Melhor Tese em Ciências Sociais. Em 2019, o livro venceu o Prêmio Jabuti nas categorias "Humanidades" e "Livro do Ano" (esta última, destinada a premiar o livro que obteve a maior avaliação dos jurados considerando todas as categorias de ficção e não ficção).